# Bohumil Vybíral
Bohumil Vybíral (*7. dubna 1937, Únanov) je český fyzik, vysokoškolský pedagog a první děkan Filozofické a Přírodovědecké fakulty Univerzity Hradec Králové.

## Životopis
Bohumil Vybíral se narodil 7. dubna 1937 v Únanově jako nejstarší ze tří dětí v rodině pekaře a obchodníka. Po absolvování Střední průmyslové školy v Břeclavi přešel na Fakultu strojní Vysokého učení technického v Brně. Již jako studenta 4. ročníku jej roku 1959 rektor VUT ustanovil asistentem na katedře fyziky VUT na čtvrtinový úvazek. Roku 1974 se habilitoval na přírodovědné fakultě Univerzity Palackého v Olomouci v oboru aplikované fyziky.
Od roku 1959 spolupořádá fyzikální olympiádu. V letech 1963 až 1978 působil jako odborný asistent a později docent fyziky na Vysoké vojenské škole pozemního vojska ve Vyškově. Poté působil na Vysoké škole pedagogické v Hradci Králové, kde se roku 1986 stal vedoucím katedry fyziky a základů techniky. V letech 1993–2006 byl prorektorem VŠP a později UHK, v období rektorské krize 1995/96 byl pověřen i výkonem funkce rektora VŠP. V roce 1996 byl na VUT v Brně jmenován profesorem.
Při vzniku nové Fakulty humanitních studií UHK (později Filozofické fakulty) byl pověřen výkonem funkce děkana do prvních řádných voleb. Stejně tak se stal prvním děkanem Přírodovědné fakulty UHK v letech 2010 až 2011. Od listopadu 2014 je členem správní rady Nadačního fondu Jaroslava Heyrovského.